# Kasper Asgreen
Kasper Asgreen, född den 8 februari 1995 i Kolding, är en dansk tävlingscyklist.
Den 4 april 2021, efter en lång utbrytning från huvudfältet, vann Asgreen den prestigefyllda endagsklassikern Flandern runt i en spurtstrid före Mathieu van der Poel.

## Meriter
2017
Vinnare av etapp 1 i Tour de l’Avenir
2018
Världsmästare i lagtempo
2019
3:a totalt i Tour of California
vinnare av poängtävlingen samt
vinnare av etapp 2.
Vinnare  Danska mästerskapen i tempolopp
2:a i Flandern runt
2:a vid Europamästerskapen i tempolopp
Vinnare av etapp 3 i Tyskland runt
2020
Vinnare  Danska mästerskapen i linjelopp
Vinnare  Danska mästerskapen i tempolopp
Vinnare Kuurne-Bryssel-Kuurne
2021
Vinnare E3 Saxo Bank Classic
Vinnare Flandern runt
Vinnare  Danska mästerskapen i tempolopp
3:a totalti Volta ao Algarve
Vinnare av etapp 4
2022
3:a i Strade Bianche
2023
Vinnare av etapp 18 i Tour de France:
Vinnare  Danska mästerskapen i tempolopp
2:a totalt i Dunkerques fyradagars